# Li Juan
Li Juan (chiń. 李娟; pinyin Lǐ Juān;  ur. 15 maja 1981 w Pekinie w Chinach) – chińska siatkarka grająca na pozycji przyjmującej. Największy sukces z reprezentacją odniosła podczas Igrzysk Olimpijskich 2008 w Pekinie, zdobywając brązowy medal olimpijski.
Zawodniczka mówi dwoma językami: chińskim i angielskim.

## Sukcesy klubowe
Klubowe mistrzostwa Azji:
- 2004/05, 2005/06, 2007/08, 2011/12
- 2008/09, 2010/11

## Sukcesy reprezentacyjne
Igrzyska olimpijskie:
- 2008

Mistrzostwa Azji:
- 2007, 2009

Igrzyska Azjatyckie:
- 2006, 2010

Uniwersjada:
- 2003

Mistrzostwa świata U-20:
- 2001